# Николаев, Пётр Фёдорович (Герой Социалистического Труда)
Пётр Фёдорович Николаев (25 июля 1930 — 28 августа 2019) — управляющий трестом «Новотроицкметаллургстрой», Герой Социалистического Труда.

## Биография
Родился 25 июля 1930 года в селе Терновка Октябрьского района Николаевской области в семье крестьянина. Болгарин..
После окончания Одесского гидротехнического института получил назначение на строительство Орско-Халиловского металлургического комбината, где работал мастером, прорабом.
В 1966 году был выдвинут на должность управляющего трестом «Новотроицкметаллургстрой». Под его руководством были обеспечено сооружение коксовых батарей, прокатного стана 950/800.
С 1 января 1966 по 1974 год — управляющий трестом «Новотроицкметаллургстрой» Министерства строительства предприятий тяжёлой индустрии СССР.
30 марта 1969 года сдан в эксплуатацию сортопрокатный цех (стан 950/800). За восьмилетний период (1966—1973 годы) трестом были построены следующие промышленные объекты: коксовые батареи № 5, 6, кислородный блок № 2, сортопрокатный стан, молокозавод, птицефабрика, доменная печь № 4, объекты соцкультбыта: учебно-курсовые комбинаты для ОХМК и НМС, ГПТУ-34 и 22, кинотеатр «Экран», Дом культуры «Строитель», больничный комплекс и роддом ОХМК, профилакторий НЗХС, школы № 15 и № 19, 4 детских сада. Заложен фундамент под дом отдыха «Утёс». Введено 368,9 тысяч квадратных метров жилья. Численность работников треста в 1973 году составила 4524 человека. С 1968 года трест стал работать рентабельно.
В 1972 году началось строительство четвёртой доменной печи. Это было огромная и очень важная стройка. Четвёртая домна по мощности ровно в два раза больше, чем первая и вторая вместе взятые. Её объём составлял две тысячи кубических метров. Рассчитана она на выпуск полутора миллионов тонн чугуна в год. С её пуском производство чугуна на комбинате должно вырасти на 60 процентов. Нужно было освоить 40 миллионов рублей, уложить и смонтировать около 100 тысяч кубометров бетона и сборного железобетона, 26 тысяч тонн металлоконструкций, 8 тысяч тонн технологического оборудования, проложить более 500 километров различных кабелей, трубопроводов, подземных коммуникаций. И все это приходилось делать в условиях действующего производства, на сравнительно небольшой площадке, где развернуться было непросто. При этом одновременно с монтажом домны и других её агрегатов проводилась реконструкция многих объектов и коммуникаций всего доменного цеха. К работе было привлечено 220 комплексных бригад. Второстепенных участков не было — все главные. Когда пошли первые рапорты о досрочном вводе объектов, пришла идея построить печь не к 10 декабря 1973 года, а к октябрьским праздникам. Начался поиск резервов. Пример показывали стальмонтажники — монтировали конструкции блоками, проложили крановые пути так, что домна охватывалась со всех сторон. Промстроевцы, субподрядчики работали круглосуточно.
В третьем году девятой пятилетки (1971—1975 годы) строители руководимого им треста трудились по-ударному. По итогам работы 1973 года коллектив признан победителем во Всесоюзном социалистическом соревновании, за что новотроицким строителям вручено Красное знамя ЦК КПСС, Совета Министров СССР, ВЦСПС и ЦК ВЛКСМ. Новая домна вступила в строй действующих на 43 дня раньше установленного срока (13 ноября 1973 года). За счёт досрочного пуска металлурги выплавили в 1973 году тысячи тонн чугуна.
Указом Президиума Верховного Совета СССР от 10 января 1974 года за выдающиеся успехи, достигнутые на строительстве доменной печи № 4 Орско-Халиловского металлургического комбината, Николаеву Петру Фёдоровичу присвоено звание Героя Социалистического Труда с вручением ордена Ленина и золотой медали «Серп и Молот».
В 1974 году П. Ф. Николаев был избран заместителем председателя Оренбургского исполкома областного Совета народных депутатов.
Жил на Украине. В городе Николаеве. Воспитал двух детей (сын — Николаев Виктор Петрович — врач, дочь — Зотова Татьяна Петровна — музыкант), трёх внуков (Николаев Пётр Викторович, Николаева Анна Викторовна, Зотов Антон Алексеевич), трёх правнуков (Николаева София Петровна, Николаев Тимофей Петрович, Варвара Жульеновна Тэвно). Умер 28 августа 2019 года в городе Николаев.

## Награды
- Награждён орденами Ленина, Трудового Красного Знамени, «Знак Почёта», а также медалями «За трудовую доблесть», «За доблестный труд» («100-лет со дня рождения В. И. Ленина»).